# Tanner Ilona
Török Sophie, született Tanner Ilona, teljes nevén: Tanner Ilona Irén Lujza Kamilla (Budapest, Kőbánya, 1895. december 10. – Budapest, 1955. január 28.) Baumgarten-díjas író, költő, Babits Mihály felesége, Babits Ildikó anyja.

## Élete
Római katolikus családban született, édesapja Tanner Béla kassaújfalui születésű kereskedői könyvelő, édesanyja a pozsonyi születésű Weiszbrunner Antónia volt.
Iskoláit a fővárosban végezte, majd a Külügyminisztérium tisztviselője lett. 1921. január 15-én Budapesten házasságot kötött Babits Mihállyal (korábban Szabó Lőrinc menyasszonya volt). Gyermekük nem született, de 1928-ban testvérének csecsemő kisgyermekét, Babits Ildikót titokban örökbe fogadták és a sajátjukként nevelték.
Babits Mihály halála után Ilona néhány év alatt testileg és lelkileg is összeomlott. Bár lányával az ötvenes évek közepéig együtt éltek, kapcsolatuk már nem a régi volt.
Halála előtt Ilona kitagadta gyermekét az örökségből. Több forrás szerint ekkor már nem tudhatta, mit ír alá, és a kitagadás mögött a Babits-örökség kezelői álltak, akik így érték el, hogy Babits Ildikótól elkerüljön a teljes Babits-hagyaték.
Első versei A Hét, illetve az Új Idők hasábjain jelentek meg, házassága után a Nyugat közölte rendszeresen verseit, kritikáit és néhány novelláját.
Verseiben a tépelődő, vívódó női lélek fájdalmait szólaltatta meg. Szabadversei szélsőséges énképet sugároznak: a mély önmegvetés és a kritikátlan önimádat skáláján minden szín megtalálható bennük. Prózája a modern női lélek sokoldalú, érzékeny rajzát mutatja.

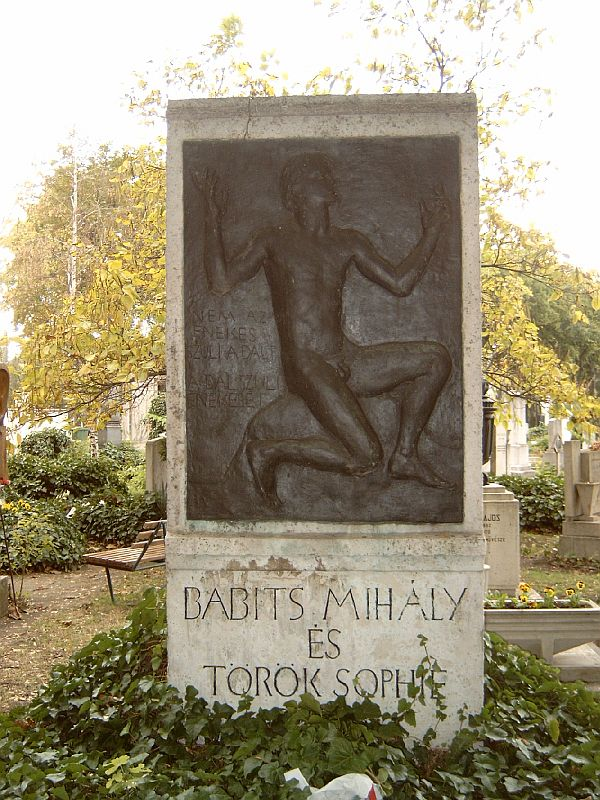
Babits Mihály és Tanner Ilona sírja Budapesten a Kerepesi temetőben

## Művei
- Asszony a karosszékben. Versek; Nyugat, Bp., 1929
- Boldog asszonyok. Elbeszélés; Nagy K. és Tsa., Debrecen, 1933 (Új írók)
- Örömre születtél. Új versek; Nyugat, Bp., 1934
- Hintz tanársegéd úr. Regény; Káldor, Bp., 1934
- Nem vagy igazi!; Nyugat, Bp., 1939
- Értem és helyetted; Cserépfalvi, Budapest, 1940
- Költőnők antológiája. Sapphótól napjainkig; összeáll. Török Sophie, Kótzián Katalin; Cserépfalvi, Budapest, 1943
- Sofia Török: Il professor Hintz. Romanzo; olaszra ford. Nelli Vucetich; Garzanti, Milánó, 1943 (Vespa Scrittori stranieri)
- Sirató; Baumgarten Ferencz Irodalmi Alapítvány, Budapest, 1948
- Babits Mihály, Juhász Gyula, Kosztolányi Dezső levelezése; Török Sophie gyűjtése alapján sajtó alá rend., jegyz. Belia György; Akadémiai, Bp., 1959 (Új magyar múzeum Irodalmi dokumentumok gyűjteménye)
- Török Sophie Babitsról; szerk., vál., szöveggond., jegyz. Téglás János; Ságvári Nyomdaipari Szakközépiskola, Bp., 1983 (A nyomdaipari szakközépiskola kiadványai)
- Nem vagy igazi!; szerk., utószó Téglás János; Ságvári Nyomdaipari Szakközépiskola, Bp., 1985 (A nyomdaipari szakközépiskola kiadványai)
- Török Sophie versei; szerk. Téglás János, előszó Keresztury Dezső; Ságvári Nyomdaipari Szakközépiskola–Zrínyi Ny., Bp., 1986 (A nyomdaipari szakközépiskola és a Zrínyi Nyomda Babits-sorozata)
- Csontig meztelen. Válogatott versek; vál., utószó, sajtó alá rend. Koháry Sarolta, ill. Kozma Lajos; Magvető, Bp., 1988
- Dallá ringott bennem kétség és láz. Babits Mihály és Török Sophie szekszárdi levelei; szerk., bev. Vadas Ferenc, sajtó alá rend., jegyz. Csiszár Mirella és Vendel-Mohay Lajosné; Wosinsky Mór Megyei Múzeum, Szekszárd, 1991
- Naplójegyzetek; vál., szerk., jegyz. Téglás János; Tótfalusi Kis Nyomdaipari Műszaki Szakközép- és Szakmunkásképző Iskola–Athenaeum Ny., Bp., 1996 (A nyomdaipari szakközépiskola kiadványai)
- "most én vagyok hang helyetted...". Török Sophie Babits Mihályról; összeáll., szöveggond., utószó, jegyz. Téglás János; Palatinus, Bp., 2000
- Török Sophie kiadatlan szerelmes versei; szerk. Lengyel Klára; Éghajlat, Bp., 2006
- Török Sophie naptárai, 1921–1941, 1–2.; szerk., szöveggond., jegyz., bev. Papp Zoltán János; Argumentum, Bp., 2010; 1. köt. – 1921–1933 (Babits könyvtár, 14.); 2. köt. – 1934–1941 (Babits könyvtár, 15.)

### Szépirodalmi feldolgozások
- Koháry Sarolta: Flóra és Ilonka; Magvető, Budapest, 1973
- Onagy Zoltán: Tavaszi iramlás ősszel. Babits-szexregény. Babitsról, Török Sophie-ról, Esztergomról – egyebekről; Pont, Budapest, 2006
- Koháry Sarolta: Török Sophie életregénye; Éghajlat, Budapest, 2006
- Sárközi Mátyás: Párban magányban; Noran Könyvesház, Budapest, 2012